# Porta San Francesco
La Porta San Francesco est une porte de ville faisant partie des murs d'enceinte médiévaux de la ville de Volterra dans la province de Pise en Toscane (Italie).

## Description
La Porta San Francesco, anciennement appelée Porta Santo Stefano ou Porta Pisana, a été construite à l'époque médiévale lors de la construction des nouveaux murs de la ville approuvés par la municipalité de Volterra au XIIIe siècle.
Corrado Ricci dans son œuvre Volterra décrit efficacement l'imposante structure : 

« La Porta San Francesco est la plus grande de Volterra. Dans sa simplicité austère car libre de tout ornement, même des cadres, de la seule élégance de son arc et des trois créneaux bruts cette couronne prend la valeur de de l'art. »

De toutes les portes de Volterra, la Porta San Francesco est la seule qui conserve encore des traces de fresques sur l'arc intérieur.

## Galerie

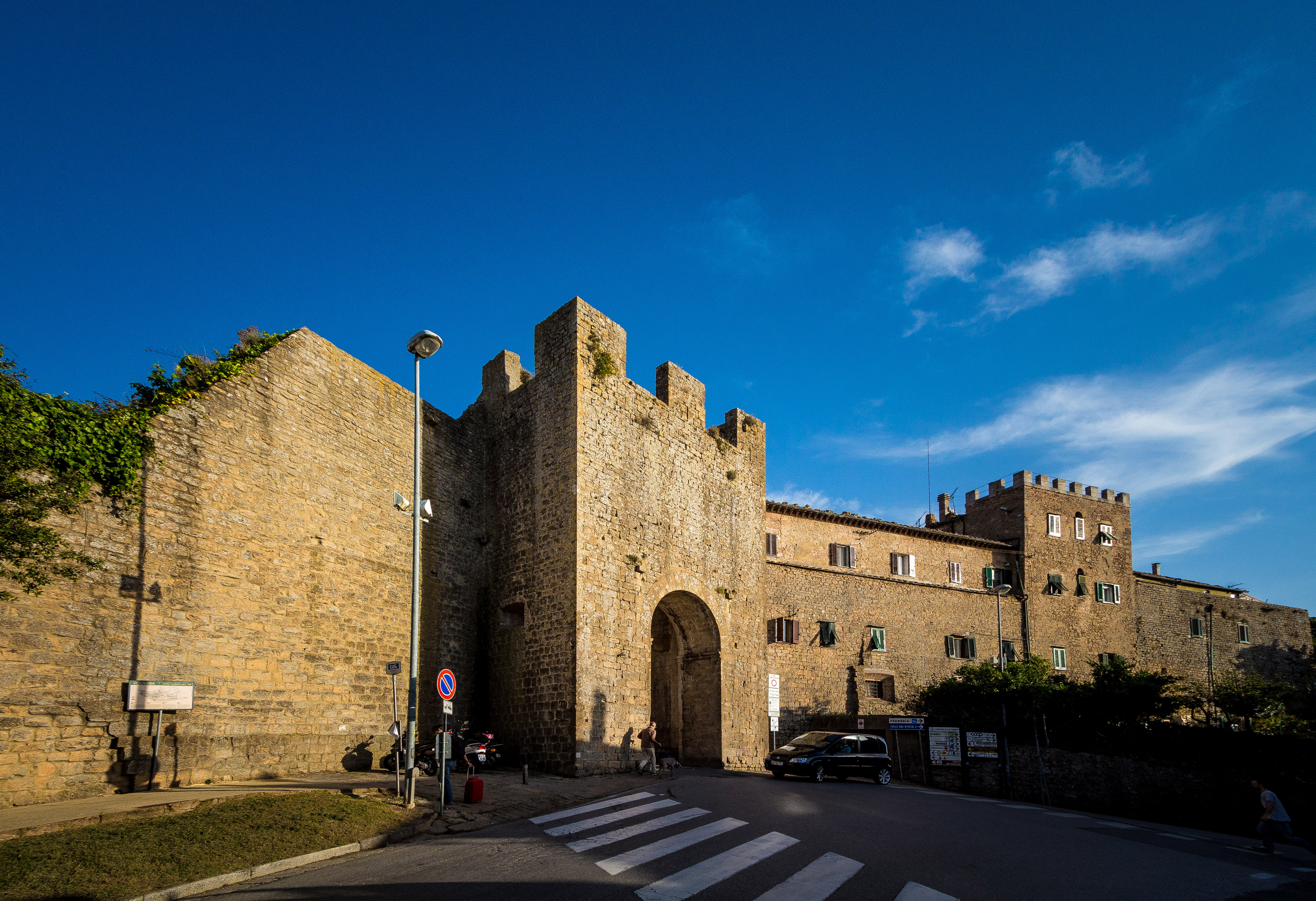
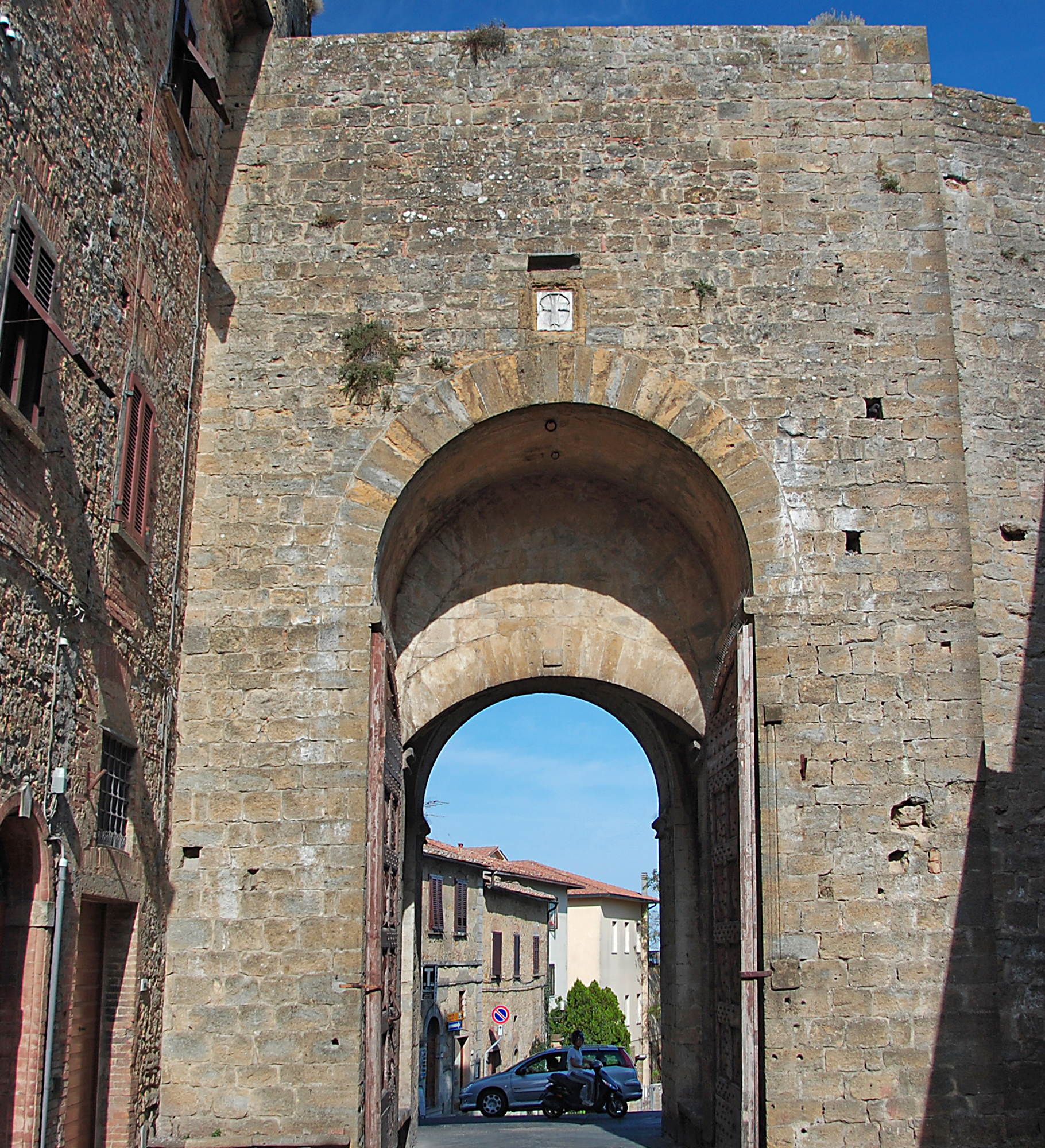

## Sources
- (it) Cet article est partiellement ou en totalité issu de l’article de Wikipédia en italien intitulé « Porta San Francesco (Volterra) » (voir la liste des auteurs).